# مثل صورة (فلم فرنسي)
(مثل صورة) هو فيلم فرنسي من اخراج (أغنيس جاوي)، وألف السيناريو كل من المخرج نفسه مع جون-بيير باكري، وقد ظهر الفلم في 16 أيار 2004.

## تعليق
تعرف كل واحدة من شخصيات الفلم جيداً ما هو ممكن ان تفعله لو كانت في مكان الشخصيات الأخرى. رغم ذلك فإن كل شخصية تبدو انها غير مرتاحة من وضعها الشخصي ومن حياتها الخاصة. إن هذا الفلم هو مرآة تعكس مشاكل مجتمعنا، تارة بشكل يمسك بشغاف القلب وتارة بطريقة مازحة. 
انها قصة الشابة ذات العشرين سنة، لوليتا كاسار، التي تعاني انها لا تشبه الشابات اللاتي يظهرن على اغلفة المجلات وفي الدعايات، وخصوصاً هي لا تشبه زوجة أبيها الجميلة، والتي بدورها تحبها كثيراً وتجدها جميلة. 
والفلم هو ايضاً عن حياة الرجل ايتيان كاسار الذي يكتفي بتفحص الاخرين قليلاً لانه منشغل اغلب الوقت برؤية نفسه وخصوصاً هو يجد انه يكبر في السن، وبانه يفتقد للحب.
والفيلم كذلك يسلط الضوء على حياة كاتب، اسمه بيير ميلر، الذي صار لا يؤمن بقدراته الشخصية، والذي صار يشك في انه قد ينجح في يوم ما، إلى ان قابل ايتيان كاسار الذي ساعده فيما بعد على النجاح. 
يحكي لنا الفلم كذلك قصة مُدرّسة الإنشاد، سيلفيا ميلر، التي تؤمن بزوجها وبموهبته، لكنها لا تؤمن بموهبتها هي، وكذلك هي تشك بموهبة طالبتها لوليتا، إلى ان تعرف مصادفة ان لوليتا هي ابنة ايتيان كاسار، الكاتب الذي تعجبها كتاباته كثيراً. 
هذا الفلم يسلط الضوء على حيوات العديد من الاناس الذين يعرفون جيداً ما على الاخرين ان يفعلوه، لكنهم يتخبطون حين يأتي دورهم لكي يفعلون شيء لأجل انفسهم. 

## وصلات خارجية
- Official site
- مثل صورة على موقع IMDb (الإنجليزية)
- مثل صورة على موقع ميتاكريتيك (الإنجليزية)
- مثل صورة على موقع روتن توميتوز (الإنجليزية)
- مثل صورة على موقع نتفليكس (الإنجليزية)
- مثل صورة على موقع ألو سيني (الفرنسية)
- مثل صورة على موقع Turner Classic Movies (الإنجليزية)
- مثل صورة على موقع أول موفي (الإنجليزية)
- مثل صورة على موقع فيلمافينيتي (الإسبانية)
- مثل صورة على موقع قاعدة بيانات الأفلام السويدية (السويدية)
- مثل صورة على موقع قاعدة بيانات الفيلم (الإنجليزية)